# Интеграл Римана — Стилтьеса
Интеграл Ри́мана — Сти́лтьеса — обобщение определённого интеграла, предложенное в 1894 году Т. И. Стилтьесом. Вместо предела обычных интегральных сумм
{\displaystyle \sum \limits _{i=1}^{n}f(\xi _{i})(x_{i}-x_{i-1})}
рассматривается предел сумм вида
{\displaystyle \sum \limits _{i=1}^{n}f(\xi _{i}){\big (}j(x_{i})-j(x_{i-1}){\big )},}
где интегрирующая функция {\displaystyle j(x)} есть функция с ограниченным изменением (ограниченной вариацией).
Если {\displaystyle j(x)} непрерывно дифференцируема, то интеграл Стилтьеса выражается через интеграл Римана:
{\displaystyle \int \limits _{a}^{b}f(x)\,dj(x)=\int \limits _{a}^{b}f(x)j'(x)\,dx,}
если последний существует.

## Применения
Интеграл Римана — Стилтьеса имеет многочисленные применения в анализе. Например, всякий линейный непрерывный функционал в пространстве непрерывных на отрезке числовой оси функций может быть записан в форме интеграла Римана — Стилтьеса, всякая абсолютно монотонная при {\displaystyle x<0} функция может быть представлена в виде суммы константы и интеграла Римана — Стилтьеса, всякая аналитическая функция в круге {\displaystyle |z|<1} с неотрицательной вещественной частью может быть записана в виде суммы комплексного числа и интеграла Римана — Стилтьеса.
Интеграл Римана-Стилтьеса широко применяется в теории вероятности, позволяя обобщить интегрирование функции распределения для дискретных и непрерывных распределений, упрощая получение многих результатов